# Entre Marx y una mujer desnuda
Entre Marx y una mujer desnuda és una pel·lícula dirigida per Camilo Luzuriaga i basada en el llibre de l'equatorià Jorge Enrique Adoum (1976). La història és contada per l' “Autor” (Felipe Terán), qui escriu sobre els seus amics esquerrans en la dècada dels 60 a l'Equador.

## Sinopsi
La pel·lícula conta la història de Gal Gálvez durant la dècada dels seixanta a la ciutat de Quito. Un intel·lectual que lluita entre la marginació del Partit Comunista i la mala convivència amb la seva companya de partit Margamaría, qui ha estat la seva núvia des de la infantesa.
Basada en la novel·la d'Adoum, en el film l'Autor es torna un personatge, narrant el que viuen els seus amics i les seves pròpies fantasies, així la pel·lícula es torna entre real i imaginària.

## El projecte
Es va estrenar a Quito el 19 de juny de 1996. El Grup Cine va ser la productora encarregada del projecte, que després de 3 anys de treball van poder exhibir la producció, a causa de l'absència legislativa a favor de la indústria cinematogràfica nacional de l'època. El film va començar el seu rodatge en 1994 dins del casc colonial de Quito, que va comptar amb un pressupost aproximat de 400.000 dòlars.
Aquesta és la segona del director Luzuriaga després del llargmetratge La Tigra, basat en l'obra de l'equatorià José de la Quadra.

## Repartiment
- Arístides Vargas, com Galo Gálvez
- Lissette Cabrera, com Margamaría

## Festivals
Va participar en els festivals de Biarritz, al Rotterdam, Nova York, Chicago, Londres, Festival Internacional de Cinema de Mar del Plata i Calcuta. Va guanyar el premi a la millor direcció artística del Festival Internacional del Nou Cinema Llatinoamericà de l'Havana.